# 神崎川駅
神崎川駅（かんざきがわえき）は、大阪府大阪市淀川区新高六丁目にある、阪急電鉄神戸本線の駅。駅番号はHK-04。
駅名の由来でもある、神崎川のすぐ南東側に位置する。

## 歴史
- 1920年（大正9年）7月16日：阪神急行電鉄（現在の阪急電鉄）神戸線の開通と同時に開業[2]。
- 2013年（平成25年）12月21日：駅ナンバリング(HK-04)が導入される[3][4]。

## 駅構造
相対式ホーム2面2線を有する地上駅。ホームの神戸三宮駅寄りは神崎川の堤防上に、大阪梅田寄りは盛土上にある。分岐器や絶対信号機を持たないため、停留所に分類される。
改札口はホーム下層大阪梅田駅寄りと、神戸三宮方面ホームの神戸三宮駅寄りの二か所である。また、大阪梅田方面ホームと東改札口を連絡するエレベーターが設置されている。
トイレは南改札口内（1階）にあり、多機能トイレも併設されている。

### のりば
| 号線 | 路線      | 方向 | 行先                     |
| ---- | --------- | ---- | ------------------------ |
| 1    | ■神戸本線 | 下り | 神戸（三宮）・新開地方面 |
| 2    | ■神戸本線 | 上り | 大阪梅田方面             |

※実際には構内にのりば番号表記はないが、スマートフォン向けアプリ「阪急沿線ナビ TOKKアプリ」の発車案内機能では、神戸三宮方面が1号線、大阪梅田方面が2号線と表示されている。

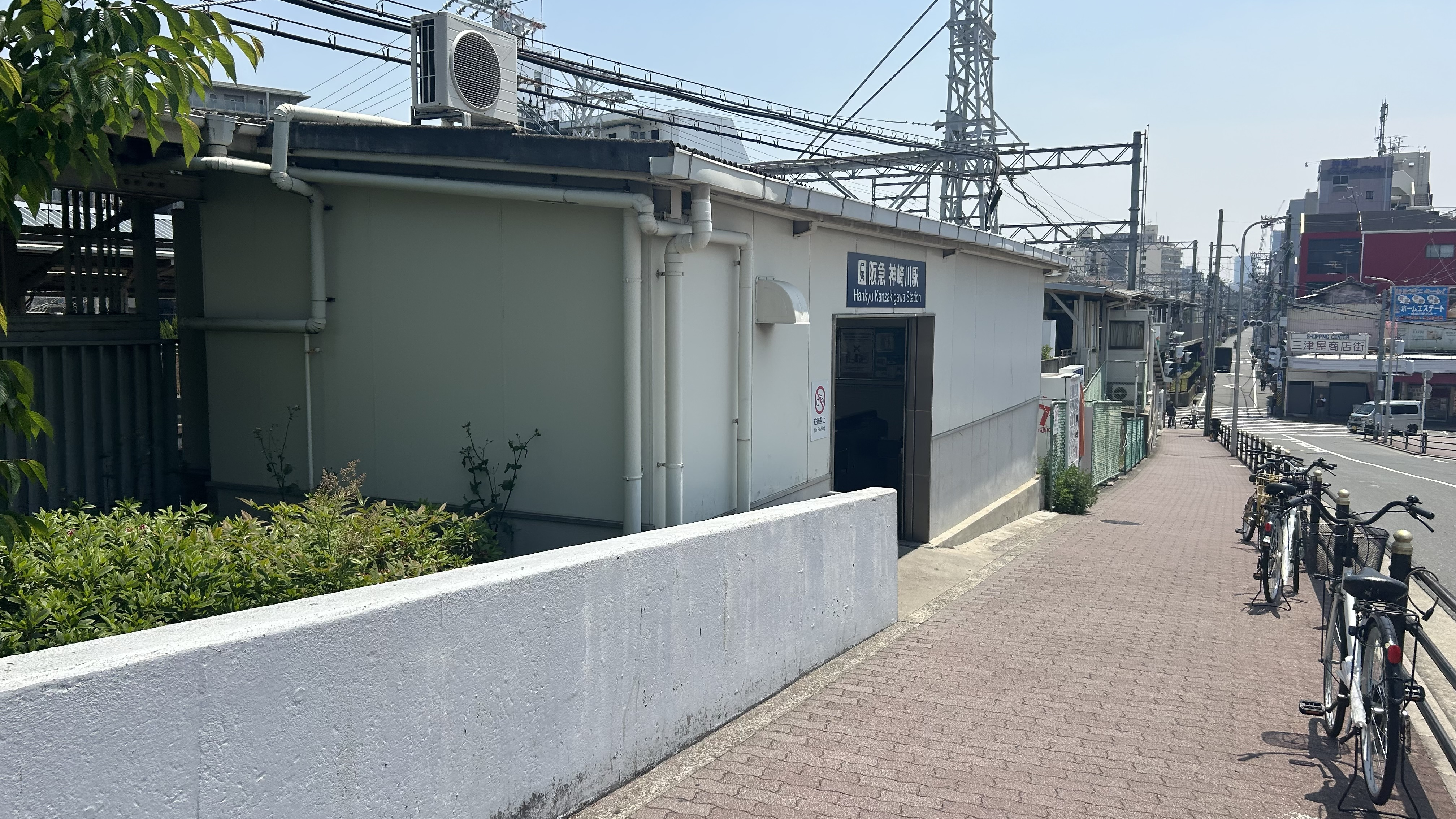
西口（2025年5月）
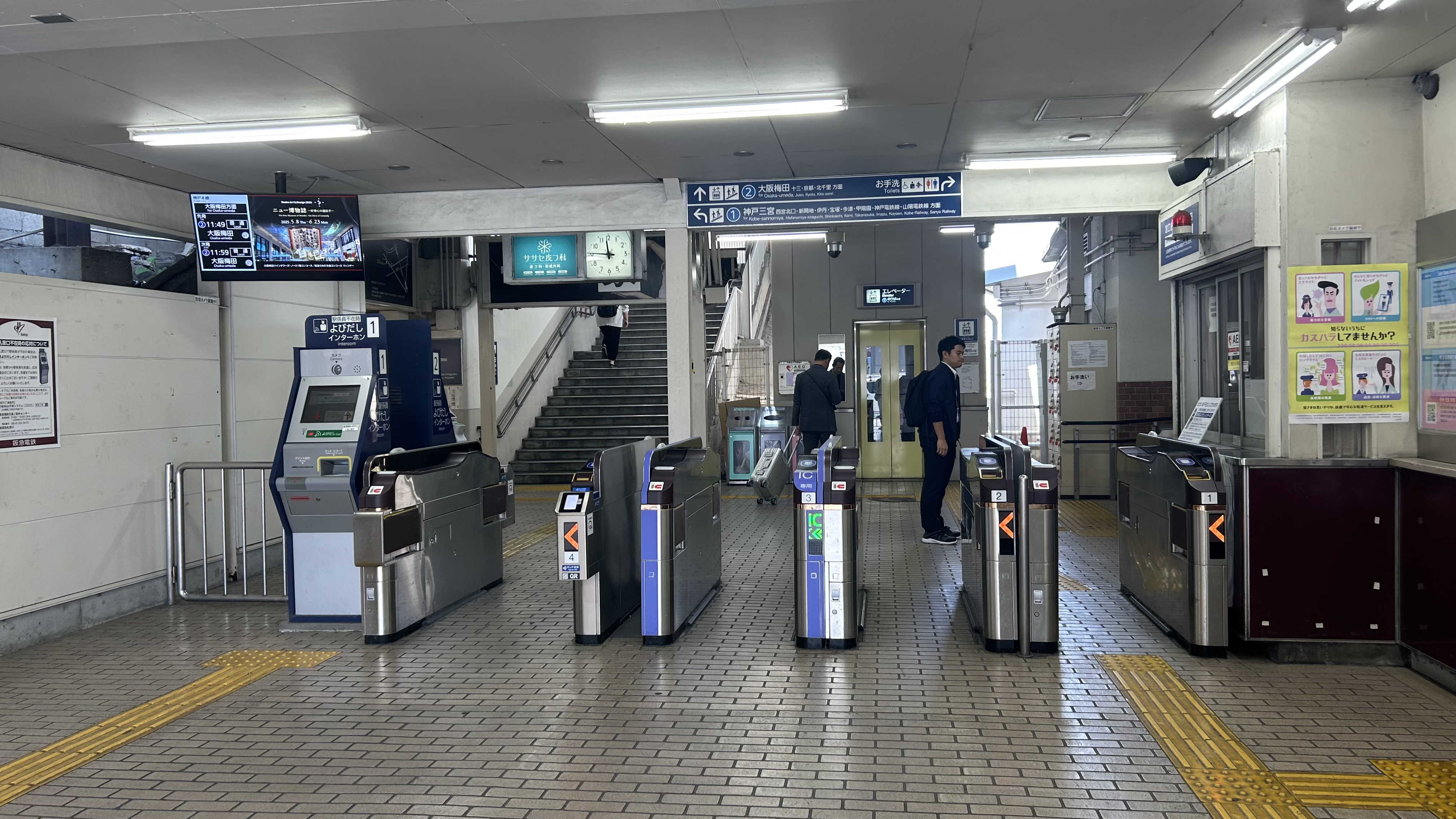
南改札口（2025年5月）
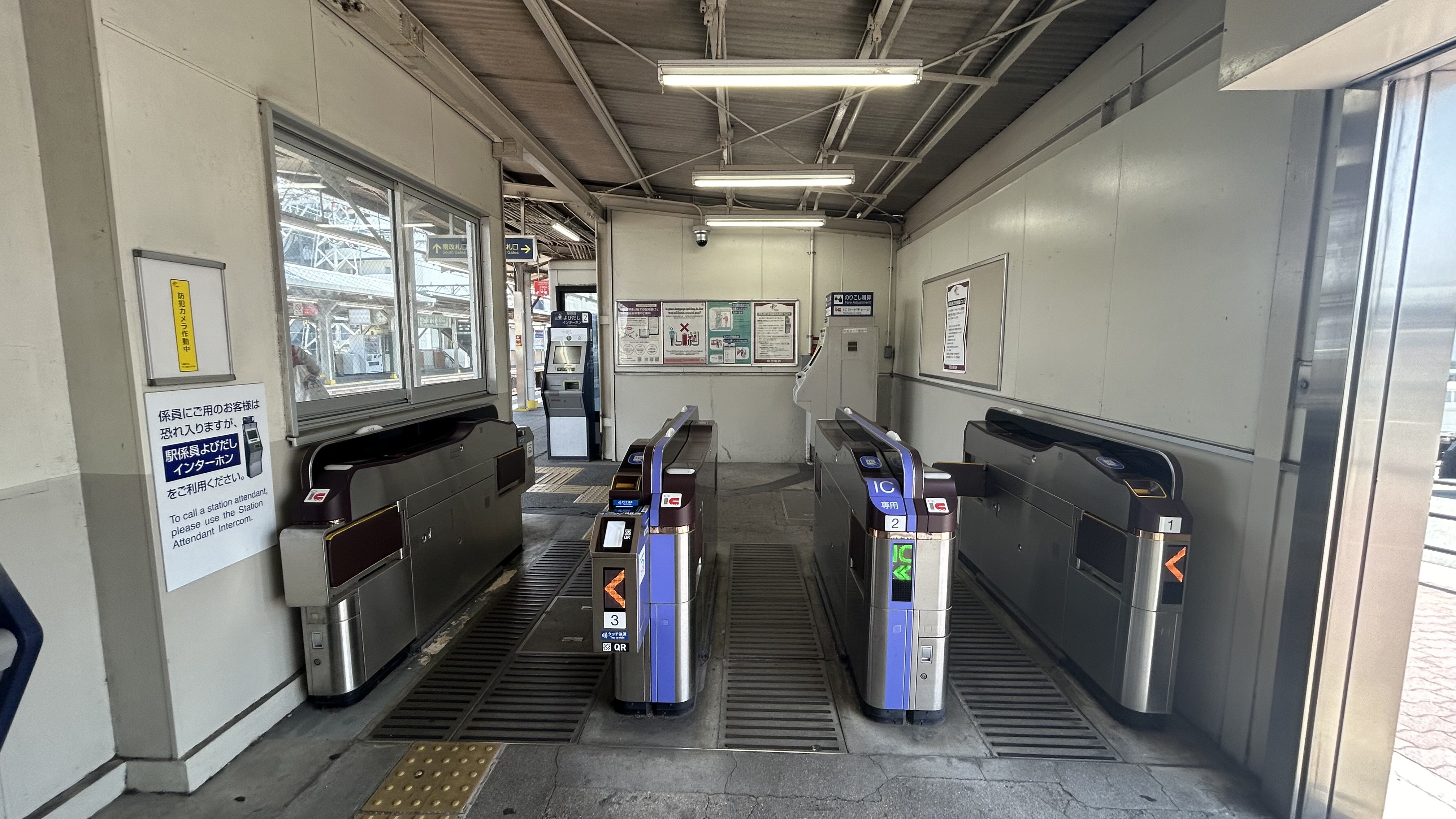
西改札口（2025年5月）
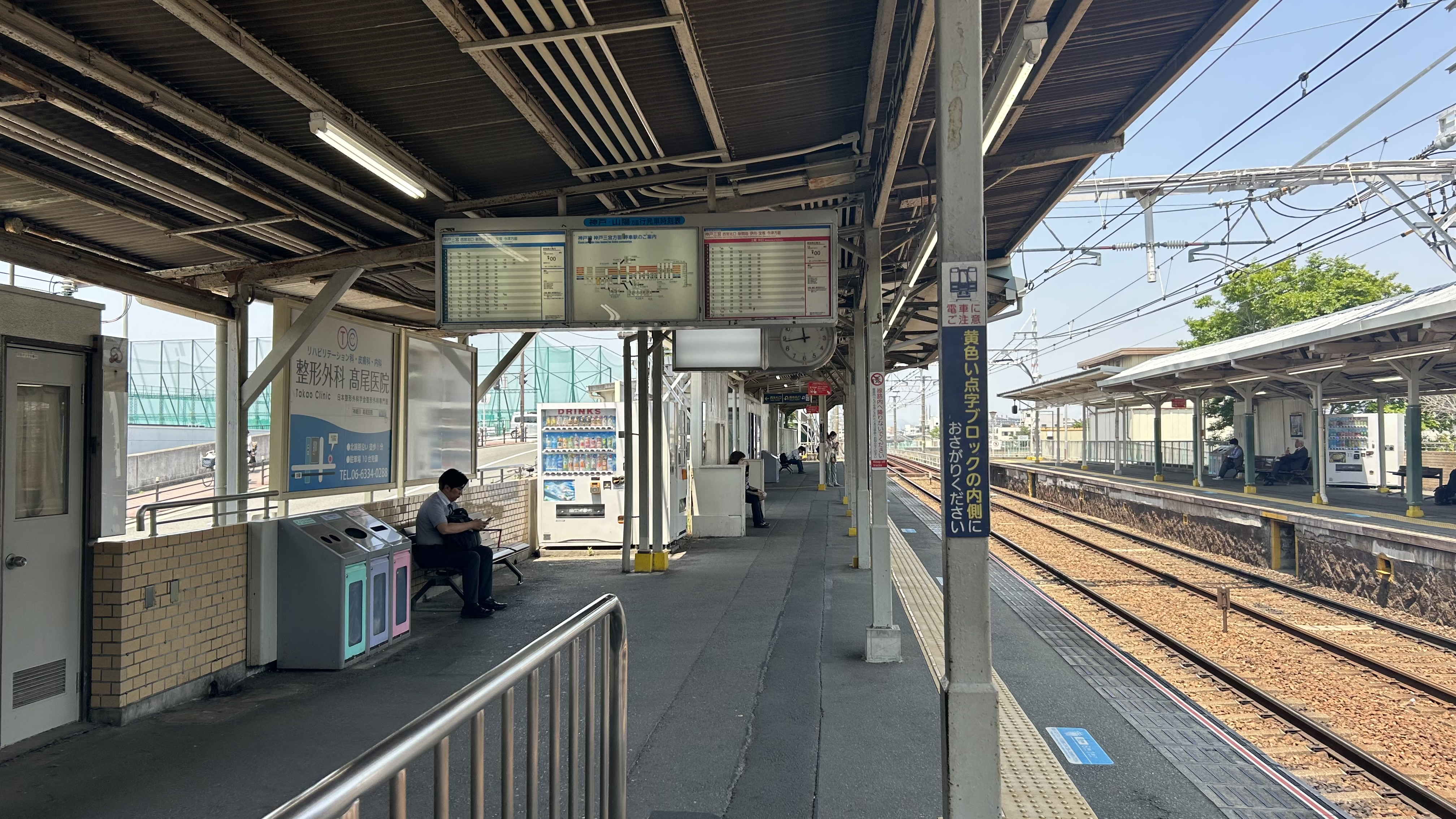
神戸方面ホーム （2025年5月）
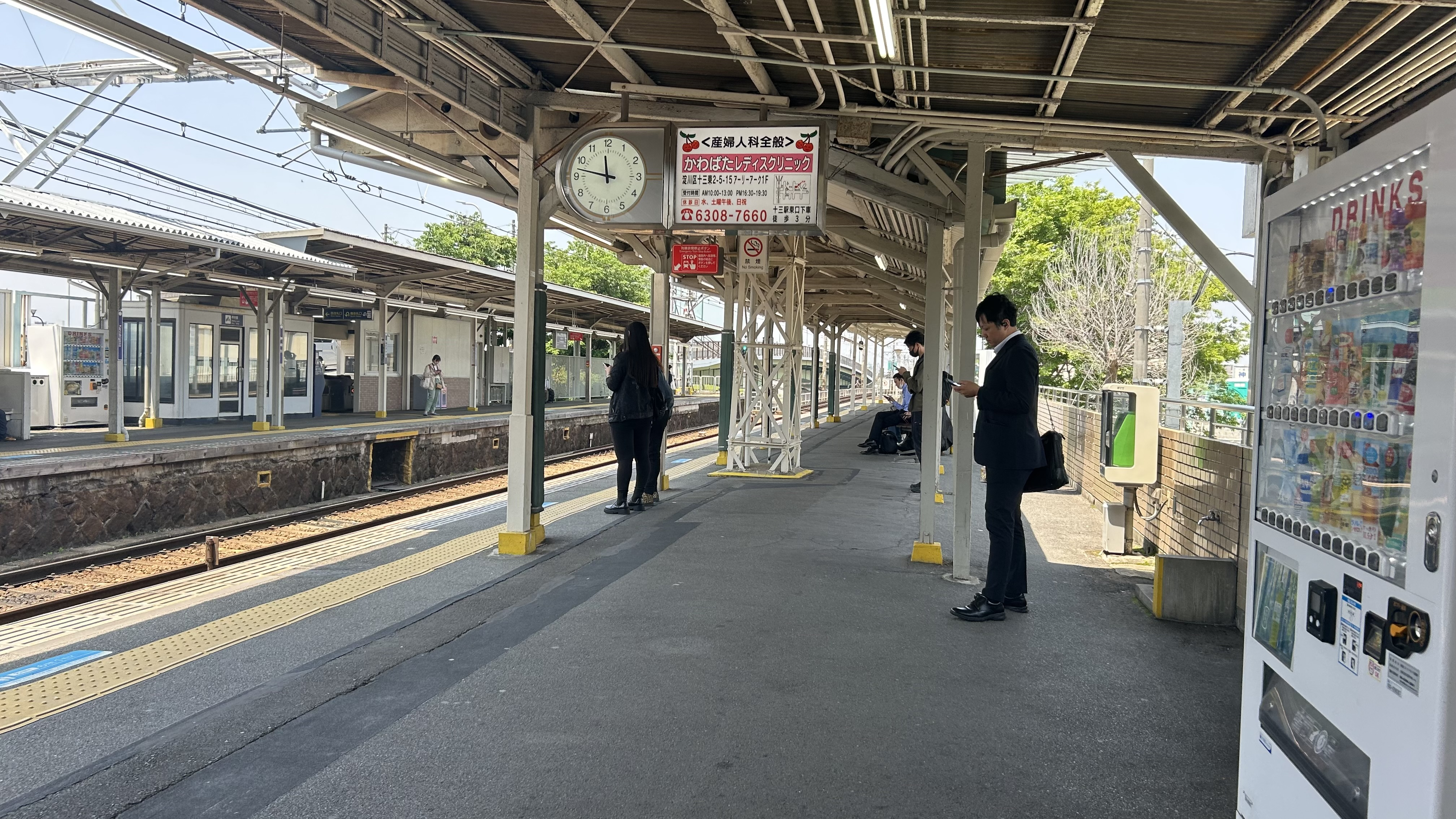
大阪方面ホーム （2025年5月）

## 利用状況
2024年（令和6年）次の通年平均乗降人員は17,756人である。阪急電鉄全駅（86駅）中では南千里駅に次ぐ43位。
駅所在地は大阪市であるが、神崎川を渡ると豊中市に入るため、豊中市南部の住民の利用も多い。

### 年次別利用状況
各年次の乗降人員の推移は下表の通り。
| 年度               | 乗降人員 | 増減率 | 順位 | 出典       | 備考     |
| ------------------ | -------- | ------ | ---- | ---------- | -------- |
| 2016年（平成28年） | 17,401   |        | 46位 | [ 阪急 1 ] | [ 注 1 ] |
| 2017年（平成29年） | 17,860   | 2.6%   | 46位 | [ 阪急 2 ] |          |
| 2018年（平成30年） | 18,540   | 3.8%   | 43位 | [ 阪急 3 ] |          |
| 2019年（令和元年） | 18,861   | 1.7%   | 43位 | [ 阪急 4 ] |          |
| 2020年（令和02年） | 15,222   | -19.3% | 42位 | [ 阪急 5 ] |          |
| 2021年（令和03年） | 15,432   | 1.4%   | 42位 | [ 阪急 6 ] |          |
| 2022年（令和04年） | 16,479   | 6.8%   | 43位 | [ 阪急 7 ] |          |
| 2023年（令和05年） | 17,435   | 5.8%   | 43位 | [ 阪急 8 ] |          |
| 2024年（令和06年） | 17,756   | 1.8%   | 43位 | [ 統計 1 ] |          |

#### 平日限定データ
2007年から2015年までのデータは平日限定となっていた。全ての年度で乗車人員・降車人員ともに判明している。
| 年次               | 乗車人員 | 降車人員 | 乗降人員 | 増減率 | 順位 | 出典        |
| ------------------ | -------- | -------- | -------- | ------ | ---- | ----------- |
| 2007年（平成19年） | 9,639    | 9,502    | 19,141   |        | 47位 | [ 阪急 9 ]  |
| 2008年（平成20年） | 9,556    | 9,423    | 18,979   | -0.8%  | 48位 | [ 阪急 10 ] |
| 2009年（平成21年） | 9,382    | 9,246    | 18,628   | -1.8%  | 47位 | [ 阪急 11 ] |
| 2010年（平成22年） | 9,278    | 9,133    | 18,411   | -1.2%  | 47位 | [ 阪急 12 ] |
| 2011年（平成23年） | 9,340    | 9,213    | 18,553   | 0.8%   | 47位 | [ 阪急 13 ] |
| 2012年（平成24年） | 9,494    | 9,375    | 18,869   | 1.7%   | 46位 | [ 阪急 14 ] |
| 2013年（平成25年） | 9,620    | 9,495    | 19,115   | 1.3%   | 45位 | [ 阪急 15 ] |
| 2014年（平成26年） | 9,691    | 9,528    | 19,219   | 0.5%   | 45位 | [ 阪急 16 ] |
| 2015年（平成27年） | 9,792    | 9,648    | 19,440   | 1.1%   | 45位 | [ 阪急 17 ] |

### 年度別利用状況
各年度の利用状況はそれぞれ下表の通り。
| 年度               | 特定日   | 特定日   | 特定日   | 1日平均 乗車人員 | 出典          | 出典         |
| 年度               | 乗車人員 | 降車人員 | 乗降人員 | 1日平均 乗車人員 | 大阪府        | 大阪市       |
| ------------------ | -------- | -------- | -------- | ---------------- | ------------- | ------------ |
| 1966年（昭和41年） | 17,103   | -        | -        | -                | [ 大阪府 1 ]  | -            |
| 1967年（昭和42年） | 16,677   | -        | -        | -                | [ 大阪府 2 ]  | -            |
| 1968年（昭和43年） | 16,076   | -        | -        | -                | [ 大阪府 3 ]  | -            |
| 1969年（昭和44年） | 15,823   | -        | -        | -                | [ 大阪府 4 ]  | -            |
| 1970年（昭和45年） | 15,657   | -        | -        | -                | [ 大阪府 5 ]  | -            |
| 1971年（昭和46年） | 14,724   | -        | -        | -                | [ 大阪府 6 ]  | -            |
| 1972年（昭和47年） | 14,165   | -        | -        | -                | [ 大阪府 7 ]  | -            |
| 1973年（昭和48年） | 13,971   | -        | -        | -                | [ 大阪府 8 ]  | -            |
| 1974年（昭和49年） | 13,896   | -        | -        | -                | [ 大阪府 9 ]  | -            |
| 1975年（昭和50年） | 13,598   | -        | -        | -                | [ 大阪府 10 ] | -            |
| 1976年（昭和51年） | 13,598   | -        | -        | -                | [ 大阪府 11 ] | -            |
| 1977年（昭和52年） | 13,464   | -        | -        | -                | [ 大阪府 12 ] | -            |
| 1978年（昭和53年） | 12,360   | -        | -        | -                | [ 大阪府 13 ] | -            |
| 1979年（昭和54年） | 12,875   | -        | -        | -                | [ 大阪府 14 ] | -            |
| 1980年（昭和55年） | 12,552   | -        | -        | -                | [ 大阪府 15 ] | -            |
| 1981年（昭和56年） | 13,204   | -        | -        | -                | [ 大阪府 16 ] | -            |
| 1982年（昭和57年） | 12,460   | 12,309   | 24,769   | -                | [ 大阪府 17 ] | -            |
| 1983年（昭和58年） | 12,118   | 11,917   | 24,035   | -                | [ 大阪府 18 ] | -            |
| 1984年（昭和59年） | 12,921   | 12,483   | 25,404   | -                | [ 大阪府 19 ] | -            |
| 1985年（昭和60年） | 12,638   | 12,144   | 24,782   | -                | [ 大阪府 20 ] | -            |
| 1986年（昭和61年） | 11,241   | 12,029   | 23,270   | -                | [ 大阪府 21 ] | -            |
| 1987年（昭和62年） | 12,001   | 12,266   | 24,267   | -                | [ 大阪府 22 ] | -            |
| 1988年（昭和63年） | 12,812   | 11,827   | 24,639   | -                | [ 大阪府 23 ] | -            |
| 1989年（平成元年） | -        | -        | -        | -                | [ 大阪府 24 ] | -            |
| 1990年（平成02年） | 12,246   | 12,281   | 24,527   | -                | [ 大阪府 25 ] | -            |
| 1991年（平成03年） | -        | -        | -        | -                | [ 大阪府 26 ] | -            |
| 1992年（平成04年） | 13,036   | 12,382   | 25,418   | -                | [ 大阪府 27 ] | -            |
| 1993年（平成05年） | -        | -        | -        | -                | [ 大阪府 28 ] | -            |
| 1994年（平成06年） | -        | -        | -        | -                | [ 大阪府 29 ] | -            |
| 1995年（平成07年） | 12,118   | 11,544   | 23,662   | -                | [ 大阪府 30 ] | -            |
| 1996年（平成08年） | 12,039   | 12,165   | 24,204   | -                | [ 大阪府 31 ] | -            |
| 1997年（平成09年） | 11,728   | 11,698   | 23,426   | -                | [ 大阪府 32 ] | -            |
| 1998年（平成10年） | 11,312   | 11,288   | 22,600   | -                | [ 大阪府 33 ] | -            |
| 1999年（平成11年） | -        | -        | -        | -                | [ 大阪府 34 ] | -            |
| 2000年（平成12年） | 10,767   | 10,433   | 21,200   | -                | [ 大阪府 35 ] | -            |
| 2001年（平成13年） | 10,697   | 10,562   | 21,259   | 11,846           | [ 大阪府 36 ] | [ 大阪市 1 ] |
| 2002年（平成14年） | 10,184   | 10,127   | 20,311   | 11,633           | [ 大阪府 37 ] | [ 大阪市 1 ] |
| 2003年（平成15年） | 9,818    | 9,670    | 19,488   | 11,493           | [ 大阪府 38 ] | [ 大阪市 1 ] |
| 2004年（平成16年） | 9,449    | 9,344    | 18,793   | 11,272           | [ 大阪府 39 ] | [ 大阪市 1 ] |
| 2005年（平成17年） | 9,618    | 9,536    | 19,154   | 10,384           | [ 大阪府 40 ] | [ 大阪市 1 ] |
| 2006年（平成18年） | 9,384    | 9,219    | 18,603   | 10,312           | [ 大阪府 41 ] | [ 大阪市 1 ] |
| 2007年（平成19年） | 9,881    | 9,910    | 19,791   | 10,159           | [ 大阪府 42 ] | [ 大阪市 1 ] |
| 2008年（平成20年） | 9,508    | 9,477    | 18,985   | 10,751           | [ 大阪府 43 ] | [ 大阪市 1 ] |
| 2009年（平成21年） | 9,409    | 9,394    | 18,803   | 10,114           | [ 大阪府 44 ] | [ 大阪市 1 ] |
| 2010年（平成22年） | 9,129    | 9,058    | 18,187   | 10,132           | [ 大阪府 45 ] | [ 大阪市 1 ] |
| 2011年（平成23年） | 9,365    | 9,298    | 18,663   | 9,997            | [ 大阪府 46 ] | [ 大阪市 1 ] |
| 2012年（平成24年） | 9,531    | 9,557    | 19,088   | 10,268           | [ 大阪府 47 ] | [ 大阪市 1 ] |
| 2013年（平成25年） | 9,471    | 9,424    | 18,895   | 10,672           | [ 大阪府 48 ] | [ 大阪市 1 ] |
| 2014年（平成26年） | 9,614    | 9,581    | 19,195   | 10,663           | [ 大阪府 49 ] | [ 大阪市 1 ] |
| 2015年（平成27年） | 9,633    | 9,554    | 19,187   | 10,966           | [ 大阪府 50 ] | [ 大阪市 1 ] |
| 2016年（平成28年） | 9,942    | 9,827    | 19,769   | 10,733           | [ 大阪府 51 ] | [ 大阪市 1 ] |
| 2017年（平成29年） | 10,210   | 10,060   | 20,270   | 10,239           | [ 大阪府 52 ] | [ 大阪市 1 ] |
| 2018年（平成30年） | 10,714   | 10,544   | 21,258   | 11,433           | [ 大阪府 53 ] | [ 大阪市 1 ] |
| 2019年（令和元年） | 10,834   | 10,648   | 21,482   | 11,995           | [ 大阪府 54 ] | [ 大阪市 2 ] |
| 2020年（令和02年） | 9,577    | 9,424    | 19,001   | 9,068            | [ 大阪府 55 ] | [ 大阪市 3 ] |
| 2021年（令和03年） | 9,655    | 9,568    | 19,223   | 10,023           | [ 大阪府 56 ] | [ 大阪市 4 ] |
| 2022年（令和04年） | 9,832    | 9,625    | 19,457   | 11,057           | [ 大阪府 57 ] | [ 大阪市 5 ] |
| 2023年（令和05年） | 10,318   | 10,034   | 20,352   | 11,042           | [ 大阪府 58 ] | [ 大阪市 6 ] |

#### 10月中の平均乗降人員
「大阪府統計年鑑」では1964年度および1965年度については10月中の平均乗車人員が記載されている。
| 年度               | 乗車人員 | 出典          |
| ------------------ | -------- | ------------- |
| 1964年（昭和39年） | 17,843   | [ 大阪府 59 ] |
| 1965年（昭和40年） | 19,844   | [ 大阪府 60 ] |

## 駅周辺
閑静な住宅街となっている。駅の南側一帯の武田薬品神崎川倉庫跡地では、大規模なマンション開発が行われており、食品スーパーなどの商業施設もオープンした。
- 神崎川
- 阪急電鉄 神崎川変電所
- 阪急オアシス神崎川店
- 万代 淀川新高店
- 淀川三津屋郵便局
- 淀川新高郵便局
- 豊中千成郵便局
- 大阪市立新高小学校
- 大阪市立十三市民病院
- 大阪市立三津屋小学校
- 三津屋商店街
- 神崎川ダイドーボウル（ボウリング場）
- エルディミツヤ（スーパーマーケット）
- 神崎川公園
- 中央公園
  - 豊中市グリーンスポーツセンター
  - 豊中市上下水道局庄内下水処理場
- つるや ゴルフセンター神崎川 - 神崎川をはさんだ駅の北側（豊中市大島町）にあり、車窓からもよく見える。以前は阪急直営で「阪急神崎川ゴルフ場」という名称だった。
- 椋橋総社 - 豊中市庄本町に鎮座する神社で、古くから伝わる鯉伝説が有名。電車を利用する場合は当駅が最短の最寄り駅になる。

## その他

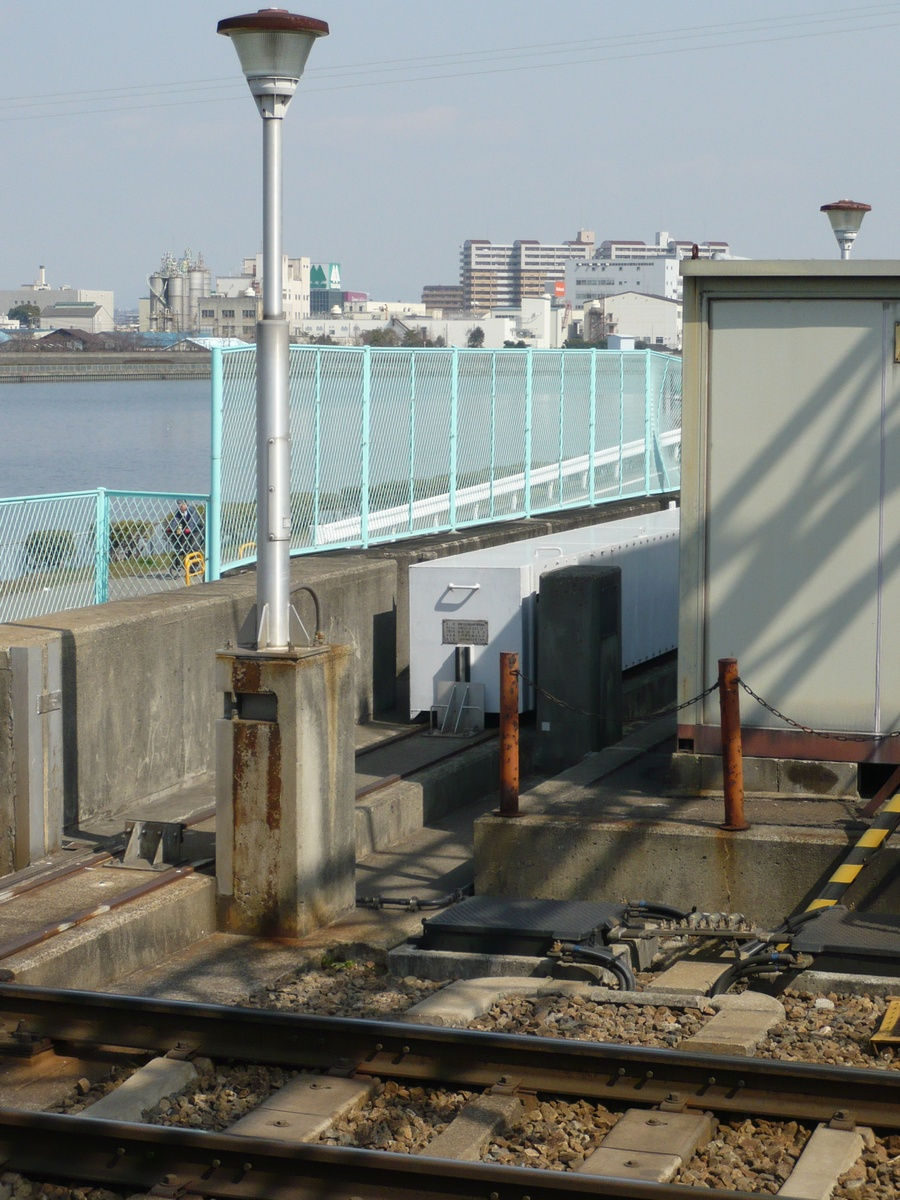
防潮扉

- 列車は駅のすぐ西にある神崎川橋梁を渡るが、橋梁と当駅の境界部には防潮扉が設置されており、台風接近による高潮や、地震後の津波等への対策として閉鎖されることがある。この場合、大阪梅田駅から西隣の園田駅までの区間が運休となる（このうち大阪梅田駅 - 十三駅間は神戸本線のみ運休）。園田駅大阪方にある渡り線を用いることによって 園田駅以西では折り返し運転が行われる。
- かつて阪急電鉄は阪急新大阪連絡線という路線を計画しており、当駅から京都本線・千里線の淡路駅を経て新大阪駅に至る区間の免許を保有していたが着工されることはなく、2002年12月6日に免許を失効させた。なお、十三駅 - 新大阪駅間は2011年現在でも免許を維持しており、淡路駅 - 新大阪駅間については西日本旅客鉄道（JR西日本）のおおさか東線が2019年3月16日に放出駅 - 新大阪駅間の開業をもって実現した。
- 神戸本線の駅の中では、中津駅（宝塚線の準急は停車）と並び、開業以来優等列車の停車駅となったことが一度もない駅である。

## 隣の駅
阪急電鉄
■神戸本線
■特急・■通勤特急・■準特急・■急行・■快速・■準急
通過
■普通
十三駅 (HK-03) - 神崎川駅 (HK-04) - 園田駅 (HK-05)
- 当駅 - 園田駅の間は大阪府豊中市域を走行するが、駅は設けられていない。

### 記事本文